# Rüdiger Perka
Rüdiger Perka (* 1962 in Cottbus) ist ein ehemaliger deutscher Radrennfahrer und DDR-Meister im Radsport.

## Sportliche Laufbahn
Perka startete in der DDR für den Verein SC Cottbus. Er siegte bei der DDR-Meisterschaft 1983 im Mannschaftszeitfahren auf der Straße mit seinen Teamkameraden Jan Gloßmann, Frank Jesse und Detlef Ernst. Viermal nahm er an der DDR-Rundfahrt teil, sein bestes Ergebnis war der 33. Platz 1982. 1981 konnte er beim längsten Straßenrennen der DDR Berlin–Cottbus–Berlin Dritter hinter dem Sieger Bodo Straubel werden. Auch die Lausitz-Rundfahrt beendete er auf dem 3. Platz. International gewann er 1983 die Etappenfahrt um den Rumänien-Cup mit zwei Etappensiegen. Auch auf der Bahn konnte er mehrfach Rennen gewinnen, sein Leistungsschwerpunkt lag jedoch auf den Straßenrennen.